# Torycus tricolor
Torycus tricolor är en fjärilsart som beskrevs av Herrich-Schäffer 1866. Torycus tricolor ingår i släktet Torycus och familjen björnspinnare. Inga underarter finns listade i Catalogue of Life.